# 久之濱站
久之濱站（日语：／ Hisanohama eki */?）是一個位於日本福島縣磐城市久之濱町久之濱字北荒蒔，屬於東日本旅客鐵道（JR東日本）常磐線的鐵路車站。

## 車站構造
對向式月台2面2線的地面車站。月台之間以跨線天橋聯絡。

### 月台配置
| 月台 | 路線    | 方向 | 目的地           |
| ---- | ------- | ---- | ---------------- |
| 1    | ■常磐線 | 上行 | 磐城、水戶方向   |
| 2    | ■常磐線 | 下行 | 原之町、仙台方向 |

（來源：JR東日本:車站構內圖）

## 使用情況
根據JR東日本，2000年度（平成12年度）- 2018年度（平成30年度）1日平均上車人次推移如下表。
| 上車人次推移       | 上車人次推移     | 上車人次推移    |
| 年度               | 1日平均 上車人次 | 來源            |
| ------------------ | ---------------- | --------------- |
| 2000年（平成12年） | 503              | [ 利用客数 1 ]  |
| 2001年（平成13年） | 510              | [ 利用客数 2 ]  |
| 2002年（平成14年） | 481              | [ 利用客数 3 ]  |
| 2003年（平成15年） | 452              | [ 利用客数 4 ]  |
| 2004年（平成16年） | 422              | [ 利用客数 5 ]  |
| 2005年（平成17年） | 387              | [ 利用客数 6 ]  |
| 2006年（平成18年） | 377              | [ 利用客数 7 ]  |
| 2007年（平成19年） | 352              | [ 利用客数 8 ]  |
| 2008年（平成20年） | 346              | [ 利用客数 9 ]  |
| 2009年（平成21年） | 333              | [ 利用客数 10 ] |
| 2010年（平成22年） | 321              | [ 利用客数 11 ] |
| 2011年（平成23年） |                  |                 |
| 2012年（平成24年） | 206              | [ 利用客数 12 ] |
| 2013年（平成25年） | 211              | [ 利用客数 13 ] |
| 2014年（平成26年） | 191              | [ 利用客数 14 ] |
| 2015年（平成27年） | 198              | [ 利用客数 15 ] |
| 2016年（平成28年） | 202              | [ 利用客数 16 ] |
| 2017年（平成29年） | 203              | [ 利用客数 17 ] |
| 2018年（平成30年） | 182              | [ 利用客数 18 ] |

## 相鄰車站
東日本旅客鐵道（JR東日本）
■常磐線
四倉－久之濱－末續

### 使用情況
1. ↑  . 東日本旅客鉄道.   [2019-03-04]. （原始内容存档于2019-04-02）.
2. ↑  . 東日本旅客鉄道.   [2019-03-04]. （原始内容存档于2019-02-22）.
3. ↑  . 東日本旅客鉄道.   [2019-03-04]. （原始内容存档于2019-04-02）.
4. ↑  . 東日本旅客鉄道.   [2019-03-04]. （原始内容存档于2019-03-27）.
5. ↑  . 東日本旅客鉄道.   [2019-03-04]. （原始内容存档于2019-02-23）.
6. ↑  . 東日本旅客鉄道.   [2019-03-04]. （原始内容存档于2019-04-02）.
7. ↑  . 東日本旅客鉄道.   [2019-03-04]. （原始内容存档于2019-04-02）.
8. ↑  . 東日本旅客鉄道.   [2019-03-04]. （原始内容存档于2019-04-02）.
9. ↑  . 東日本旅客鉄道.   [2019-03-04]. （原始内容存档于2019-02-22）.
10. ↑  . 東日本旅客鉄道.   [2019-03-04]. （原始内容存档于2019-04-02）.
11. ↑  . 東日本旅客鉄道.   [2019-03-04]. （原始内容存档于2019-04-02）.
12. ↑  . 東日本旅客鉄道.   [2019-03-04]. （原始内容存档于2019-03-27）.
13. ↑  . 東日本旅客鉄道.   [2019-03-04]. （原始内容存档于2019-03-06）.
14. ↑  . 東日本旅客鉄道.   [2019-03-04]. （原始内容存档于2019-03-06）.
15. ↑  . 東日本旅客鉄道.   [2019-03-04]. （原始内容存档于2019-03-23）.
16. ↑  . 東日本旅客鉄道.   [2019-03-04]. （原始内容存档于2019-02-14）.
17. ↑  . 東日本旅客鉄道.   [2018-07-06]. （原始内容存档于2019-03-25）.
18. ↑  . 東日本旅客鉄道.   [2019-07-06]. （原始内容存档于2019-07-05）.

## 外部連結
- 車站資訊（久之濱）：東日本旅客鐵道